# Claude-Lupicin Gras
Claude-Lupicin Gras (* 1738 in Moirans-en-Montagne, Franche-Comté (im heutigen Département Jura); † 17. März 1805 in Besançon) war ein französischer Chirurg.

## Leben
Claude-Lupicin Gras widmete sich nach dem Besuch der Schule von Dôle dem Studium der Medizin in Paris. Nach Beendigung seiner Studien kehrte er in seine Heimat zurück, wo er sich in das medizinische Kolleg zu Besançon aufnehmen ließ und als erfolgreicher Arzt praktizierte. Er wurde zum Oberchirurgen im Findelhaus ernannt und führte in der Behandlung der Kinder heilsame Veränderungen ein. Seine Verdienste fanden allgemeine Anerkennung und bewirkten seine baldige Beförderung zum Professor am königlichen Kollegium der Chirurgie. In dieser Stellung hielt er Vorlesungen zur Heranbildung seiner Studenten und unterstützte, obwohl er selbst nicht reich war, talentierte Jünglinge, denen zu ihrer weiteren Ausbildung die nötigen Geldmittel fehlten.
1776 wurde Gras als Lizenziat der Medizin aufgenommen, wobei ihm seine ihn hochachtenden Kollegen die üblichen Förmlichkeiten größtenteils erließen. Bald darauf erfolgte seine Ernennung zum Gefängnisarzt. Er entsprach gewissenhaft den Pflichten seines Amts und suchte stets das Los der Gefangenen zu verbessern. So verschaffte er ihnen gesündere Nahrungsmittel sowie die Erlaubnis, sich täglich mehrere Stunden im Freien aufhalten zu dürfen.
Nach dem Ausbruch der  Französischen Revolution  (1789) zog sich Gras auf ein kleines Landgut zurück, das er in der Nähe von Besançon erworben hatte. Weiterhin behandelte er aber unentgeltlich Arme, die seiner Hilfe bedurften. Er starb am 17. März 1805 im Alter von 67 Jahren in Besançon und hinterließ außer einem vollständig ausgearbeiteten Handbuch der Chirurgie eine Sammlung merkwürdiger Beobachtungen aus seiner Praxis. Die Absicht seines Sohns, diese herauszugeben, kam nicht zur Ausführung. Auch eine detaillierte Biographie über Gras von Droz, Sekretär der Akademie von Besançon, blieb ungedruckt. Eine Lobrede auf ihn von Bouchey findet sich in den Denkschriften der Ackerbaugesellschaft des Départements Doubs, deren Mitglied er war.